# Madison (Vorname)

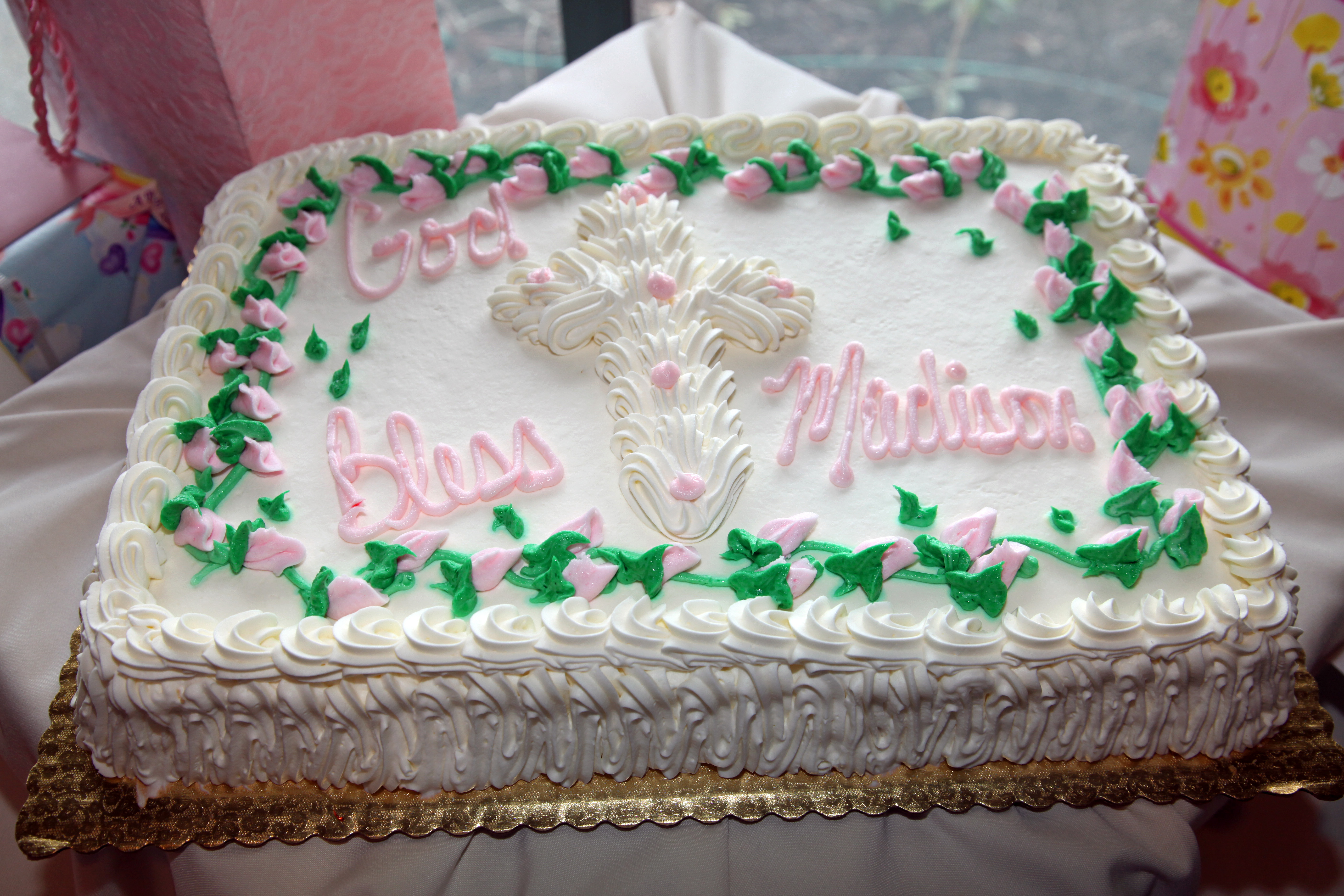
"God bless Madison", Gott segne Madison

Madison ist ein weiblicher Vorname, der aus dem skandinavisch-germanischen Raum stammt. Madison bedeutet so viel wie „Sohn der Maud“.
Maud ist die germanische Form von Mathilde, deren sinnhafte Bedeutung man mit „Kraft im Kampf“ übersetzen kann (maht – die germanische Bezeichnung für Stärke, Kraft; hild, hiltja für Kampf). Vor allem in den Vereinigten Staaten erfreut sich das ursprüngliche Matronym als Vorname für Mädchen – seit dem Film Splash – Eine Jungfrau am Haken von 1984 – einer wachsenden Beliebtheit.
Als Variante existieren auch Maddison und Madisyn.
Der Name kommt im anglo-amerikanischen Raum auch als Familienname vor.

## Namensträgerinnen

### Madison
- Madison Bontempo (* 1991), US-amerikanische Schauspielerin
- Madison Brengle (* 1990), US-amerikanische Tennisspielerin
- Madison Bugg (* 1994), US-amerikanische Volleyballspielerin
- Madison Chock (* 1992), US-amerikanische Eiskunstläuferin
- Madison Davenport (* 1996), US-amerikanische Schauspielerin
- Madison De La Garza (* 2001), US-amerikanische Schauspielerin
- Madison Hoffman (* 2000), australische Skirennläuferin
- Madison Hu (* 2002), US-amerikanische Schauspielerin
- Madison Hubbell (* 1991), US-amerikanische Eistänzerin
- Madison Irwin (* 1991), kanadische Skirennläuferin
- Madison Iseman (* 1997), US-amerikanische Schauspielerin
- Madison Ivy (* 1989), deutsch-amerikanische Pornodarstellerin
- Madison Keys (* 1995), US-amerikanische Tennisspielerin
- Madison Kocian (* 1997), US-amerikanische Kunstturnerin
- Madison Leisle (* 1999), US-amerikanische Schauspielerin
- Madison Lintz (* 1999), US-amerikanische Schauspielerin
- Madison McLaughlin (* 1995), US-amerikanische Schauspielerin
- Madison McLeish (* 1992), kanadische Skirennläuferin
- Madison Pettis (* 1998), US-amerikanische Schauspielerin
- Madison Rayne (* 1986), US-amerikanische Wrestlerin
- Madison Riley (* 1990), US-amerikanische Schauspielerin
- Madison Sołow (* 1992), polnisch-kanadische Fußballspielerin
- Madison Wilson (* 1994), australische Schwimmsportlerin
- Madison Wolfe (* 2002), US-amerikanische Schauspielerin
- J. Madison Wright (1984–2006), US-amerikanische Schauspielerin
- Madison Young (* 1980), US-amerikanische Pornodarstellerin und -regisseurin
- Madison Ziegler (* 2002), US-amerikanische Tänzerin, Schauspielerin und Model

### Maddison
- Maddison Inglis (* 1998), australische Tennisspielerin

### Madisyn
- Madisyn Shipman (* 2002), US-amerikanische Schauspielerin